# 양시칠리아 공주 마리아 메르세데스
양시칠리아 공주 마리아 메르세데스(Princess María de las Mercedes of Bourbon-Two Sicilies, 1910년 12월 23일 ~ 2000년 1월 2일)는  스페인 왕실의 일원이자 후안 카를로스 1세 국왕의 어머니였다. 부르봉 양시칠리아 왕자 카를로스와 오를레앙 공주 루이즈 사이에서 태어난 그녀는 스페인 왕위를 주장하는 바르셀로나 백작 인판테 후안과 결혼했다.